# Leon Najberg
Leon Najberg (ur. 10 marca 1926 w Warszawie, zm. 2009) – polski autor wspomnień z czasów II wojny światowej pochodzenia żydowskiego, uczestnik powstania w getcie warszawskim oraz powstania warszawskiego. 

## Życiorys
Urodził się w Warszawie. Jego ojciec prowadził sklep z artykułami metalowymi, zaś matka zajmowała się domem i wychowaniem dzieci. Najberg, miał siostrę, Różę oraz dwóch starszych braci, Izaaka i Henryka. Przed wybuchem II wojny światowej zdążył ukończyć szkołę powszechną. Należał też do organizacji młodzieżowej Ha-Szomer Ha-Cair.
Podczas okupacji niemieckiej w trakcie II wojny światowej znalazł się w getcie warszawskim. Do wybuchu powstania w getcie warszawskim, Najberg stracił wszystkich bliskich krewnych. Jego brat, Izaak został zamordowany prawdopodobnie na przełomie 1939/1940, ojciec zmarł na tyfus w 1941, zaś matka i siostra zginęły w sierpniu 1942 podczas likwidacji getta w Falenicy i deportacji tamtejszych Żydów do obozu zagłady w Treblince. W kwietniu 1943 roku granatowy policjant zatrzymał w Miedzeszynie jego brata Henryka, który należał do partyzantki i w wyniku tego zatrzymania został rozstrzelany.
Podczas wielkiej akcji deportacyjnej w getcie warszawskim z lata 1942 roku, trafił na Umschlagplatz. Za pierwszym razem został wyprowadzony przez znajomego funkcjonariusza żydowskiej służby porządkowej Arie Grzybowskiego, zaś za drugim razem znalazł się w grupie skierowanej po selekcji do Dulagu na ul. Leszno 112. Po krótkim pobycie w Dulagu, Najberga wyznaczono do pracy w zakładach Opla przy ul. Włościańskiej 52 na Bielanach. Do getta powrócił 17 kwietnia 1943 w ramach urlopu zdrowotnego (symulował chorobę chcąc wrócić do getta przed wybuchem powstania). 
Wybuch powstania w getcie warszawskim zastał go na terenie tzw. szopu szczotkarzy. Najberg zgłosił się tam na ochotnika do grupy bojowców, ale nie został przyjęty ze względu na brak broni. Następnie ukrywał się w bunkrze przy ul. Świętojerskiej 38, a od końca kwietnia w bunkrze przy ul. Świętojerskiej 36, gdzie brał udział w przygotowaniu podkopu do Ogrodu Krasińskich. Po wykryciu bunkra przez Niemców w dniu 8 maja 1943, udało mu się zbiec zapasowym wejściem do schronu. Następnie dołączył do grupy bojowej tzw. „gruzowców”, dowodzonych przez Lejzora Szerszenia. W getcie ukrywał się do 26 września 1943 roku kilkakrotnie uciekając przed kolejnymi niemieckimi obławami. 
Po tzw. stronie aryjskiej ukrywał się u Antoniny i Aleksandra Szczypiorskich na Bielanach, gdzie spisał swoją relację z getta. Podczas powstania warszawskiego jako ochotnik dołączył pod konspiracyjnym nazwiskiem Jan Kalinowski do zgrupowania „Żubr” działającego w ramach II Obwodu „Żywiciel” (Żoliborz) Warszawskiego Okręgu Armii Krajowej. Warszawę opuścił wraz z ludnością cywilną. 
Po wojnie Leon Najberg zdał maturę w Łodzi, gdzie poznał swoją późniejszą żonę – Alinę z domu Halborn. W 1949 emigrowali do Izraela, gdzie Najberg odbył służbę wojskową i ukończył studia ekonomiczne. Mieszkał w Tel-Awiwie. Miał troje dzieci, dwanaścioro wnucząt i dożył narodzin jedenastu prawnuków.
Jego relacja z getta warszawskiego została opublikowana pt. Ostatni powstańcy getta.
W 2023 został jednym z bohaterów prezentowanej w Muzeum Historii Żydów Polskich Polin, wystawy pt. „Wokół nas morze ognia. Losy żydowskich cywilów podczas powstania w getcie warszawskim”. W ramach obchodów 80 rocznicy powstania w getcie warszawskim, Leon Najberg został również upamiętniony instalacją symbolicznie znajdującą się w miejscu, gdzie ukrywał się w trakcie powstania. Instalacja powstała z inicjatywy Muzeum Historii Żydów Polskich Polin i SENNA kolektyw.